# Sapor (irmão de Artaxes I)
Sapor (em latim: Sapor, Sapores; em persa médio: 𐭱𐭧𐭯𐭥𐭧𐭥𐭩; romaniz.: Shabuhr) foi um príncipe iraniano, o penúltimo xá de Pérsis de 207-210 a 211/2. Foi sucedido por seu irmão mais novo Artaxes I, que fundou o Império Sassânida.

## Nome
O nome Xapur (Šapur) combina as palavras šāh (rei) pūr (filho), significando literalmente "filho do rei". Seu nome foi utilizado por vários reis e notáveis durante o Império Sassânida e além e deriva do persa antigo Quexaiatia.putra (*xšayaθiya.puθra). Pode ter sido um título, mas ao menos desde as últimas décadas do século II tornou-se um nome próprio. Foi registrado em parta (𐭔𐭇𐭉𐭐𐭅𐭇𐭓, šḥypwḥr) e persa médio (𐭱𐭧𐭯𐭥𐭧𐭥𐭩, šhpwr-y) como Xapur, em pálavi maniqueísta como Xabur (em parta: 𐫢𐫀𐫁𐫇𐫍𐫡, Š’bwhr), no livro pálavi como Xapur (šhpwhl), em armênio como Xapu (Շապուհ, Šapuh) e Xapur (Շապուրհ, Šapurh), em siríaco como Xabor (ܫܒܘܪ, Šāḇōr), em sogdiano como Xapur (š’p(‘)wr), em grego como Sapores (Σαπώρης, Sapṓrēs), Sabur (Σαβούρ, Saboúr) e Sabor (Σαβόρ, Sabór), em latim como Sapores e Sapor, em árabe como Assabur (الصبور, al-Sābūr) e em persa novo como Xapur (شاپور / شاه پور, Šāpur / Šāhpur), Xafur (شاهفور, Šahfur), etc.

## Antecedentes e Reino de Pérsis
Pérsis, uma região no planalto iraniano sudoeste, era a pátria de um ramo sudoeste dos povos iranianos, os persas. Foi também o berço do Império Aquemênida. A região serviu como centro do império até sua conquista pelo rei macedônio Alexandre, o Grande (r. 336–323 a.C.). Desde o final do século III ou início do II a.C., Pérsis foi governada por dinastias locais sujeitas ao helenístico Império Selêucida. Essas dinastias detinham o antigo título persa de frataraca ("líder, governador, precursor"), que também é atestado na Era Aquemênida. Mais tarde, sob o frataraca Autofradates II (fl.  138 a.C.) foi feito um vassalo do Império Arsácida. Os frataracas foram logo depois substituídos pelos xás de Pérsis, provavelmente com a ascensão do xainxá Fraates II (r. 132–127 a.C.). Ao contrário dos frataracas, os reis de Pérsis usaram o título de xá ("rei") e lançaram as bases para uma nova dinastia, que pode ser rotulada de daraiânida.

## Vida
Pabeco governou um pequeno principado na área de Quir, ao sul do lago Bakhtegan. Era um vassalo de Gochir, o rei bazrânguida da capital persa de Estacar, que por sua vez era um vassalo do xainxá arsácida em Ctesifonte. Com a permissão de Gochir, Pabeco enviou Artaxes à fortaleza de Darabeguerde para servir sob seu comandante, Tiri. Pabeco teria servido como sacerdote do templo do fogo de Anaíta em Estacar, que era ponto de encontro dos soldados persas locais, que adoravam a deusa iraniana. O Império Arsácida, então governado por Vologases V (r. 191–208), estava neste momento em declínio, devido as guerras com os romanos, guerras civis e revoltas regionais. O imperador romano Sétimo Severo (r. 193–211) invadiu os domínios arsácidas em 196, e dois anos depois fez o mesmo, desta vez saqueando a capital arsácida de Ctesifonte. Ao mesmo tempo, revoltas ocorreram na Média e Pérsis.

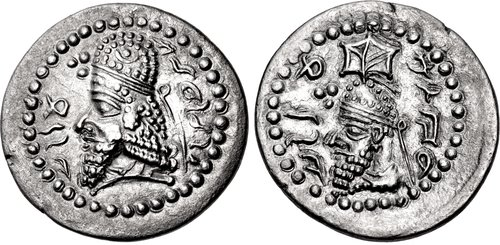
Dracma de Sapor com sua efígie e de seu pai

O iranólogo Touraj Daryaee argumenta que o reinado de Vologases V foi "o ponto de virada na história arsácida, em que a dinastia perdeu muito de seu prestígio." De fato, em 205 ou 206, Pabeco se rebelou e derrubou Gochir, tomando Estacar para si. De acordo com Tabari, foi por insistência de Artaxes que Pabeco se rebelou. No entanto, Daryaee considera esta afirmação improvável, e afirma que foi na realidade o filho mais velho Sapor que ajudou Pabeco a capturar Estacar, como demonstrado pela cunhagem deste último que tem retratos de ambos. Pabeco posteriormente nomeou-o como seu herdeiro. Isso causou a antipatia de Artaxes, que se tornou o comandante de Darabeguerde após a morte de Tiri. Em um ato de desafio, Artaxes partiu para Ardaxir-Cuarrá, onde se fortificou, preparando-se para atacar seu irmão Sapor após a morte de Pabeco.[a] Pabeco morreu de morte natural em algum momento entre 207-210 e foi sucedido por Sapor. Após sua morte, tanto Artaxes quanto Sapor começaram a cunhar moedas com o título de "rei" e o retrato de Pabeco. O observo das moedas de Sapor tinha a inscrição "(Sua) Majestade, Rei Sapor" e o reverso tinha "filho de (Sua) Majestade, Rei Pabeco". O reinado de Sapor, no entanto, foi curto; morreu sob condições obscuras em 211 ou 212. Artaxes assim sucedeu Sapor, e passou a conquistar o resto do Irã, estabelecendo o Império Sassânida em 224. Sapor talvez fosse pai de Narses que é registrado na inscrição Feitos do Divino Sapor de Sapor I, seu sobrinho.